# Żyżmory
Żyżmory (lit. Žiežmariai) – miasto na Litwie, położone w okręgu kowieńskim, 6 km od Koszedar w rejonie koszedarskim.
Przez miasto przepływa rzeka Strawa.
Podczas okupacji hitlerowskiej, w lipcu 1941 roku Litwini utworzyli getto dla żydowskich mieszkańców. Przebywało w nim około 800 osób. W sierpniu 1941 roku zlikwidowano getto, a Żydów zamordowano w lesie Strošiunai. Sprawcami zbrodni byli Niemcy, oraz litewskie służby bezpieczeństwa. 